# Tyler Forbes
Tyler Forbes (Road Town, 22 agosto 2002) è un calciatore anglo-verginiano, attaccante dello Shaftesbury.

## Carriera

### Club
Ha giocato nelle serie minori inglesi, arrivando fino alla sesta divisione (con il Weymouth).

### Nazionale
Ha esordito in nazionale con le Isole Vergini Britanniche nel 2018, all'età di 16 anni.